# Denílson Pereira Neves
Denílson Pereira Neves (São Paulo, 1988. február 16. –) brazil labdarúgó, jelenleg a máltai Sliema Wanderers játékosa.

## Sikerei, díjai

### Klub
- São Paulo
  - Copa Libertadores: 2005
  - FIFA-klubvilágbajnokság: 2005
  - Copa Sudamericana: 2012

- el-Vahda
  - UAE ligakupa: 2016

### Válogatott
- Brazília U17
  - Dél-amerikai U17-es labdarúgó-bajnokság: 2005